# Serie A 1999 (Ecuador)
La Serie A 1999 è stata la 41ª edizione della massima serie del campionato di calcio dell'Ecuador, ed è stata vinta dalla LDU Quito, giunto al suo sesto titolo.

## Formula
La stagione è divisa in due fasi: Apertura e Clausura. La prima si disputa in un girone unico; le prime quattro si qualificano al girone finale. Nel Clausura le formazioni sono divise in due gruppi: le vincitrici passano al girone finale. Le prime due del girone finale si disputano il titolo nella finale, che si disputa in due turni (andata e ritorno) il 12 e il 19 dicembre.

## Apertura
|  | Pos. | Squadra          | Pt | G  | V  | N  | P  | GF | GS | DR  |
|  | ---- | ---------------- | -- | -- | -- | -- | -- | -- | -- | --- |
|  | 1.   | El Nacional      | 44 | 22 | 12 | 8  | 2  | 34 | 13 | +11 |
|  | 2.   | Emelec           | 38 | 22 | 12 | 2  | 8  | 40 | 31 | +9  |
|  | 2.   | LDU Quito        | 38 | 22 | 12 | 2  | 8  | 31 | 27 | +4  |
|  | 4.   | Barcelona SC     | 35 | 22 | 10 | 5  | 7  | 25 | 24 | +1  |
|  | 5.   | Macará           | 32 | 22 | 9  | 5  | 8  | 28 | 30 | -2  |
|  | 6.   | Olmedo           | 31 | 22 | 7  | 10 | 5  | 28 | 29 | -1  |
|  | 7.   | ESPOLI           | 30 | 22 | 9  | 3  | 10 | 38 | 29 | +9  |
|  | 8.   | Delfín           | 29 | 22 | 8  | 5  | 9  | 28 | 35 | -7  |
|  | 9.   | Deportivo Quito  | 27 | 22 | 7  | 6  | 9  | 32 | 29 | +3  |
|  | 9.   | Deportivo Cuenca | 27 | 22 | 7  | 6  | 9  | 25 | 33 | -8  |
|  | 11.  | Aucas            | 22 | 22 | 6  | 4  | 12 | 26 | 32 | -6  |
|  | 12.  | Audaz Octubrino  | 14 | 22 | 4  | 2  | 16 | 15 | 38 | -23 |

El Nacional 3 punti bonus; Emelec 2; LDU Quito 1; Barcelona 0.
Audaz Octubrino -3 punti; Aucas -2; Deportivo Quito -1.

## Clausura

### Gruppo 1
|  | Pos. | Squadra         | Pt | G  | V | N | P | GF | GS | DR  |
|  | ---- | --------------- | -- | -- | - | - | - | -- | -- | --- |
|  | 1.   | Deportivo Quito | 19 | 10 | 6 | 1 | 3 | 19 | 9  | +10 |
|  | 2.   | Macará          | 15 | 10 | 5 | 0 | 5 | 15 | 16 | -1  |
|  | 2.   | Audaz Octubrino | 15 | 10 | 5 | 0 | 5 | 13 | 17 | -4  |
|  | 4.   | El Nacional     | 14 | 10 | 4 | 2 | 4 | 18 | 15 | +3  |
|  | 5.   | Barcelona SC    | 13 | 10 | 4 | 1 | 5 | 13 | 14 | -1  |
|  | 6.   | Delfín          | 12 | 10 | 4 | 0 | 6 | 13 | 20 | -7  |

Deportivo Quito 2 punti bonus. In virtù del primo posto in questo girone, il punto di penalità ottenuto nell'Apertura viene annullato e assegnato al Deportivo Cuenca. 
Delfín -2 punti.

### Gruppo 2
|  | Pos. | Squadra          | Pt | G  | V | N | P | GF | GS | DR |
|  | ---- | ---------------- | -- | -- | - | - | - | -- | -- | -- |
|  | 1.   | ESPOLI           | 22 | 10 | 7 | 1 | 2 | 15 | 11 | +4 |
|  | 2.   | LDU Quito        | 17 | 10 | 5 | 2 | 3 | 12 | 8  | +4 |
|  | 2.   | Emelec           | 16 | 10 | 5 | 1 | 4 | 17 | 20 | -3 |
|  | 4.   | Olmedo           | 11 | 10 | 3 | 2 | 5 | 11 | 14 | -3 |
|  | 4.   | Aucas            | 9  | 10 | 2 | 3 | 5 | 11 | 9  | +2 |
|  | 6.   | Deportivo Cuenca | 9  | 10 | 2 | 3 | 5 | 8  | 12 | -4 |

ESPOLI 2 punti bonus.
Deportivo Cuenca -2 punti.

### Girone per il titolo
Punti bonus: El Nacional 3; Deportivo Quito 2; Emelec 2; ESPOLI 2; LDU Quito 1; Barcelona 0.

|  | Pos. | Squadra         | Pt | G  | V | N | P | GF | GS | DR |
|  | ---- | --------------- | -- | -- | - | - | - | -- | -- | -- |
|  | 1.   | El Nacional     | 20 | 10 | 4 | 5 | 1 | 14 | 8  | +6 |
|  | 2.   | LDU Quito       | 19 | 10 | 5 | 3 | 2 | 15 | 11 | +4 |
|  | 2.   | Emelec          | 18 | 10 | 5 | 1 | 4 | 13 | 9  | +4 |
|  | 4.   | Deportivo Quito | 14 | 10 | 3 | 3 | 4 | 16 | 20 | -4 |
|  | 4.   | ESPOLI          | 11 | 10 | 2 | 3 | 5 | 11 | 15 | -4 |
|  | 4.   | Barcelona SC    | 9  | 10 | 2 | 3 | 5 | 13 | 19 | -6 |

### Girone per la retrocessione
Audaz Octubrino -3 punti; Deportivo Cuenca -3; Aucas -2; Delfín -2; Macará 0; Olmedo 0.

|  | Pos. | Squadra          | Pt | G  | V | N | P | GF | GS | DR  |
|  | ---- | ---------------- | -- | -- | - | - | - | -- | -- | --- |
|  | 1.   | Aucas            | 19 | 10 | 6 | 3 | 1 | 20 | 12 | +8  |
|  | 2.   | Macará           | 16 | 10 | 4 | 4 | 2 | 19 | 15 | +4  |
|  | 2.   | Olmedo           | 15 | 10 | 4 | 3 | 3 | 13 | 8  | +5  |
|  | 4.   | Delfín           | 14 | 10 | 5 | 1 | 4 | 23 | 11 | -12 |
|  | 5.   | Deportivo Cuenca | 11 | 10 | 4 | 2 | 4 | 10 | 14 | -4  |
|  | 6.   | Audaz Octubrino  | -2 | 10 | 0 | 1 | 9 | 4  | 29 | -25 |

## Finale

### Andata
| Quito 12 dicembre 1999                       | LDU Quito | 1 – 0 referto | El Nacional | Stadio La Casa Blanca (33.637 spett.) |
| \| \| \| \| \| Hurtado ?’ \| Marcatori \| \| |           |               |             |                                       |
|                                              |           |               |             |                                       |
| Hurtado ?’                                   | Marcatori |               |             |                                       |

### Ritorno
| Quito 19 dicembre 1999 | El Nacional | 1 – 3 referto | LDU Quito | Estadio Olímpico Atahualpa (38.704 spett.) |

## Verdetti
- LDU Quito campione nazionale
- LDU Quito ed El Nacional in Coppa Libertadores 2000
- El Nacional, Barcelona ed Emelec in Coppa Merconorte 2000.
- Delfín, Deportivo Cuenca e Audaz Octubrino retrocessi.

## Classifica marcatori
| Gol |  |  | Giocatore             | Squadra         |
| --- |  |  | --------------------- | --------------- |
| 25  |  |  | Christian Botero      | Macará          |
| 22  |  |  | Fabián Cubero         | ESPOLI          |
| 19  |  |  | Diego Herrera         | El Nacional     |
| 19  |  |  | Max Mesías            | Olmedo          |
| 16  |  |  | Raúl Salazar          | Aucas           |
| 15  |  |  | José Gavica           | Delfín          |
| 15  |  |  | Alejandro Kenig       | Deportivo Quito |
| 14  |  |  | Edison Chávez         | Delfín          |
| 14  |  |  | Moisés Candelario     | Emelec          |
| 14  |  |  | Luis Zambrano         | ESPOLI          |
| 14  |  |  | Ezequiel Maggiolo     | LDU Quito       |
| 13  |  |  | Cléber Chalá          | El Nacional     |
| 12  |  |  | Carlos Alberto Juárez | Emelec          |